# Équipe cycliste Chipotle-First Solar Development
L'équipe cycliste Chipotle-First Solar Development est une équipe cycliste américaine créée en 2006 et ayant le statut d'équipe continentale dès sa première année en 2006 puis de 2011 à 2012, date de sa disparition.

## Classements UCI
L'équipe participe aux épreuves des circuits continentaux et principalement les courses du calendrier de l'UCI America Tour. Le tableau ci-dessous présente les classements de l'équipe sur les circuits, ainsi que son meilleur coureur au classement individuel.
UCI Africa Tour
| Saison | Classement par équipes | Meilleur coureur au classement individuel |
| ------ | ---------------------- | ----------------------------------------- |
| 2011   | 11e                    | Anders Newbury (55e)                      |

UCI America Tour
| Saison | Classement par équipes | Meilleur coureur au classement individuel |
| ------ | ---------------------- | ----------------------------------------- |
| 2011   | 10e                    | Andrei Krasilnikau (79e)                  |
| 2012   | 28e                    | Steele Von Hoff (169e)                    |

UCI Asia Tour
| Saison | Classement par équipes | Meilleur coureur au classement individuel |
| ------ | ---------------------- | ----------------------------------------- |
| 2011   | 40e                    | Lachlan Morton (115e)                     |

UCI Europe Tour
| Saison | Classement par équipes | Meilleur coureur au classement individuel |
| ------ | ---------------------- | ----------------------------------------- |
| 2011   | 78e                    | Jacob Rathe (336e)                        |
| 2012   | 49e                    | Andžs Flaksis (93e)                       |

UCI Oceania Tour
| Saison | Classement par équipes | Meilleur coureur au classement individuel |
| ------ | ---------------------- | ----------------------------------------- |
| 2012   | 9e                     | Steele Von Hoff (10e)                     |

## Chipotle-First Solar Development en 2012

### Effectif
| Cycliste           | Date de naissance | Nationalité | Équipe 2011             |
| ------------------ | ----------------- | ----------- | ----------------------- |
| Joshua Berry       | 01.12.1990        | États-Unis  | Realcyclist.com         |
| Robert Bush        | 13.03.1990        | États-Unis  |                         |
| Robin Carpenter    | 20.06.1992        | États-Unis  | Néo-pro                 |
| Andžs Flaksis      | 18.03.1991        | Lettonie    | Néo-pro                 |
| Evan Hyde          | 10.02.1984        | États-Unis  | Realcyclist.com         |
| Andrei Krasilnikau | 25.04.1989        | Biélorussie |                         |
| Adam Leibovitz     | 29-04-1991        | États-Unis  | Néo-pro                 |
| Mike Midlarsky     | 17.11.1989        | États-Unis  | Realcyclist.com         |
| Lachlan Morton     | 02.01.1992        | Australie   |                         |
| Anders Newbury     | 26.07.1992        | États-Unis  |                         |
| Alister Ratcliff   | 06.04.1988        | États-Unis  | Néo-pro                 |
| Thomas Scully      | 15.09.1989        | États-Unis  |                         |
| Robbie Squire      | 01.04.1990        | États-Unis  |                         |
| Daniel Summerhill  | 13.02.1989        | États-Unis  |                         |
| Steele Von Hoff    | 31.12.1987        | Australie   | Genesys Wealth Advisers |

### Victoires
| Date       | Course                           | Pays     | Classe | Vainqueur       |
| ---------- | -------------------------------- | -------- | ------ | --------------- |
| 15/04/2012 | 5e étape du Tour du Loir-et-Cher | France   | 2.2    | Steele Von Hoff |
| 19/05/2012 | 6e étape de l'Olympia's Tour     | Pays-Bas | 2.2    | Steele Von Hoff |
| 03/06/2012 | Riga Grand Prix                  | Lettonie | 1.2    | Andžs Flaksis   |